# Нижньосергинський район
Нижньо́серги́нський район — адміністративно-територіальна одиниця Свердловської області Російської Федерації.
Адміністративний центр — місто Нижні Серги.

## Географія
Район знаходиться в південно-західній частині Свердловської області, на півдні межує з Челябінською областю.

## Історія
Район утворений 27 лютого 1924 року.

## Населення
Населення району становить 39316 осіб (2019; 44453 у 2010, 48038 у 2002).

## Адміністративно-територіальний поділ
На території району 5 міських поселень та 1 сільське поселення:
| Поселення                          | Площа, км² | Населення, осіб (2002) | Населення, осіб (2010) | Населення, осіб (2019) | Центр        | Населені пункти |
| ---------------------------------- | ---------- | ---------------------- | ---------------------- | ---------------------- | ------------ | --------------- |
| Атізьке міське поселення           | -          | 3906                   | 3405                   | 3106                   | Атіг         | 1               |
| Верхньосергинське міське поселення | -          | 6629                   | 6105                   | 5622                   | Верхні Серги | 1               |
| Дружининське міське поселення      | -          | 3814                   | 4331                   | 5586                   | Дружинино    | 4               |
| Михайловське міське поселення      | -          | 15710                  | 15330                  | 13496                  | Михайловськ  | 12              |
| Нижньосергинське міське поселення  | -          | 12700                  | 10431                  | 9165                   | Нижні Серги  | 4               |
| Кленовське сільське поселення      | -          | 5279                   | 4557                   | 3596                   | Кленовське   | 16              |

## Найбільші населені пункти
| № | Населений пункт | Населення, осіб (2002) | Населення, осіб (2010) |
| - | --------------- | ---------------------- | ---------------------- |
| 1 | Нижні Серги     | 12 567                 | 10 336                 |
| 2 | Михайловськ     | 10 538                 | 9 852                  |
| 3 | Верхні Серги    | 6 629                  | 6 105                  |
| 4 | Дружинино       | 2 945                  | 3 793                  |
| 5 | Атіг            | 3 906                  | 3 405                  |
| 6 | Кленовське      | 1 305                  | 1 250                  |
| 7 | Ключева         | 1 437                  | 1 155                  |